# Cirsium amani
Cirsium amani là một loài thực vật có hoa trong họ Cúc. Loài này được Post mô tả khoa học đầu tiên năm 1888.